# 第21回有馬記念
第21回有馬記念（だい21かいありまきねん）は、1976年12月19日に中山競馬場で施行された競馬の競走（八大競走）である。後にTTGと評されるトウショウボーイが優勝した。
年齢は全て旧表記（数え年）にて表記。

## レース施行時の状況
同年の古馬情勢は前年の有馬記念を制覇したイシノアラシ、同世代の菊花賞馬コクサイプリンスと皐月賞・菊花賞2着馬ロングホーク、そこに1歳上の秋の天皇賞馬フジノパーシアを加えた4頭に注目が集まった。第73回天皇賞（春）はフジノパーシアが勝ち抜け制度で出走せず、コクサイプリンス、イシノアラシ、ロングホークの3強が人気になるが、勝ったのは人気の3強と同世代のエリモジョージ。当時「天才」の名をほしいままにした福永洋一を背に、12番人気の低評価を覆して逃げ切った。続く第17回宝塚記念では、天皇賞（春）の主力馬にフジノパーシアとトウコウエルザが加わり、その時点での古馬最強馬決定戦に相応しいメンバーが集った。レースはフジノパーシアとロングホークのマッチレースとなり、フジノパーシアが勝利した。この後、フジノパーシアはアメリカに遠征。ワシントンDCインターナショナルに日本代表馬として参戦したが、レース当日は得意の不良馬場にもかかわらず、表彰式のプレゼンテイターとして来場していたエリザベス・テイラーが巻き起こす騒ぎに冷静さを欠いて6着に沈んだ。秋に入り、第74回天皇賞（秋）ではエリモジョージは勝ち抜け制度で出走せず、イシノアラシとロングホークに人気が集中するが、勝ったのはフジノパーシアと同世代のアイフルであった。
4歳クラシック路線では、無敗の関西馬テンポイントに注目が集まった。一方、関東馬では同じく無敗でトウショウボーイが頭角を現し、第36回皐月賞で両頭が激突。しかし、レースはトウショウボーイの独擅場となり圧勝。テンポイントは2着であった。続く第43回東京優駿（日本ダービー）でもトウショウボーイとテンポイントの両頭が人気を集めたが、勝ったのは加賀武見騎乗クライムカイザー。トウショウボーイは2着、テンポイントは故障もあり離された7着に終わった。ダービー後もクライムカイザーとトウショウボーイの両頭が争うこととなり、夏のダート王決定戦・札幌記念に出走。このレースではトウショウボーイが定距離での巻き返しが期待されたが、出遅れが響いてグレートセイカンに敗退し、トウショウボーイが僅差2着、離れてクライムカイザーが3着となった。なお、このトウショウボーイの敗退が一件となり、今まで主戦を務めていた池上昌弘が降板、秋の菊花賞に向けては福永洋一が手綱を任された。菊花賞を目指したトウショウボーイとクライムカイザーは神戸新聞杯と京都新聞杯で争うが、何れもトウショウボーイがクライムカイザーを下した。そして、本番菊花賞でもトウショウボーイとクライムカイザーの両頭に人気が集中し、単枠指定を受けた。この両頭に遅れることテンポイントも菊花賞に出走。レースは直線の直線でテンポイントがトウショウボーイを負かしたが、伏兵グリーングラスが勝利して、テンポイント2着、トウショウボーイ3着、クライムカイザー5着に終わった。
こうして迎えた第21回有馬記念は、以下の出走馬が顔を揃えた。
4歳世代では菊花賞からトウショウボーイ、テンポイント。桜花賞と優駿牝馬（オークス）を制覇した春の二冠牝馬テイタニヤ、きさらぎ賞勝ちの外国産馬スピリットスワプスの4頭がエントリー。ファン投票4位のクライムカイザーと予備登録すら行っていなかったグリーングラスは回避した。
5歳世代では本年の天皇賞馬エリモジョージ、菊花賞馬コクサイプリンス、札幌記念でトウショウボーイを倒したグレートセイカン、大レースは善戦しているハーバーヤング、重賞2勝馬タイホウヒーロー、目黒記念（春）でイシノアラシを倒したハクバタローの6頭がエントリー。ファン投票2位のイシノアラシと同じく3位のロングホークは回避した。また、ファン投票9位で前年の二冠馬カブラヤオーは既に引退を表明している。
6歳世代以降ではアメリカ帰りのフジノパーシアとアイフルの両天皇賞馬。オープン大将ヤマブキオー、重賞3勝のキクノオーの4頭がエントリー。なお、フジノパーシアは当レースで引退することを発表している。
なお、当レースにおいて菊花賞までトウショウボーイの手綱を任されていた福永洋一はエリモジョージに騎乗するため、トウショウボーイ陣営は出走を回避したロングホークの主戦騎手である武邦彦が騎乗。また、アイフルの主戦騎手である嶋田功もテイタニヤに騎乗するため、菅原泰夫が騎乗した。
人気ではトウショウボーイが1番人気、エリモジョージが2番人気、テンポイントが3番人気、アイフルが4番人気とこの人気4頭による争いに注目が集まった。

## ファン投票
| 1位    | トウショウボーイ                                                                                 |
| 2位    | イシノアラシ                                                                                     |
| 3位    | ロングホーク                                                                                     |
| 4位    | クライムカイザー                                                                                 |
| 5位    | テンポイント                                                                                     |
| 6位    | フジノパーシア                                                                                   |
| 7位    | エリモジョージ                                                                                   |
| 8位    | コクサイプリンス                                                                                 |
| 9位    | カブラヤオー                                                                                     |
| 10位   | ハーバーヤング                                                                                   |
| 推薦馬 | アイフル キクノオー スピリットスワプス グレートセイカン タイホウヒーロー テイタニヤ ヤマブキオー |

## 出走馬と枠順
| 枠番 | 馬番 | 競走馬名           | 性齢 | 斤量 | 騎手     | 人気     | 調教師     |
| ---- | ---- | ------------------ | ---- | ---- | -------- | -------- | ---------- |
| 1    | 1    | アイフル           | 牡6  | 55   | 菅原泰夫 | （4人）  | 仲住芳雄   |
| 2    | 2    | エリモジョージ     | 牡5  | 56   | 福永洋一 | （2人）  | 大久保正陽 |
| 3    | 3    | キクノオー         | 牡5  | 55   | 横山富雄 | （7人）  | 山岡寿恵次 |
| 3    | 4    | テイタニヤ         | 牝4  | 52   | 嶋田功   | （13人） | 稲葉幸夫   |
| 4    | 5    | ハーバーヤング     | 牡5  | 56   | 岡部幸雄 | （5人）  | 稲葉秀男   |
| 4    | 6    | ヤマブキオー       | 牡7  | 55   | 徳吉一己 | （9人）  | 森末之助   |
| 5    | 7    | フジノパーシア     | 牡6  | 55   | 大崎昭一 | （6人）  | 柴田寛     |
| 5    | 8    | グレートセイカン   | 牡5  | 56   | 郷原洋行 | （8人）  | 大久保房松 |
| 6    | 9    | コクサイプリンス   | 牡5  | 56   | 井高淳一 | （12人） | 稗田敏男   |
| 6    | 10   | タイホウヒーロー   | 牡5  | 56   | 小島太   | （11人） | 曾場広作   |
| 7    | 11   | スピリットスワプス | 牡4  | 54   | 中野栄治 | （10人） | 荒木静雄   |
| 7    | 12   | テンポイント       | 牡4  | 54   | 鹿戸明   | （3人）  | 小川佐助   |
| 8    | 13   | トウショウボーイ   | 牡4  | 54   | 武邦彦   | （1人）  | 保田隆芳   |
| 8    | 14   | ハクバタロー       | 牡5  | 54   | 安田富男 | （12人） | 矢倉玉男   |

## レース展開
スタートが切られるとコクサイプリンス、スピリットスワプス、エリモジョージ、テンポイントの4頭が先行。最初のカーブを切り、先頭がスピリットスワプス、2番手コクサイプリンス、離れて3番手エリモジョージ、ポジションを上げてきたグレートセイカンが4番手。内ラチに5番手テンポイント、6番手にトウショウボーイで、その後にフジノパーシア、後方にアイフルが待機。1.2コーナーのカーブを曲がり切り、グレートセイカンとエリモジョージが先頭を奪い、スピリットスワプスとコクサイプリンスは下げる。この先行した4頭に前後してトウショウボーイが前へと進み、マークするようにテンポイント。先行集団の出入りの激しい流れは終始一貫して緩みなく進む。3.4コーナーのカーブでエリモジョージが先頭を奪うが、これに追従してトウショウボーイが馬体を合わせ、これをマークするテンポイントの3頭の争いとなる。最後の直線、エリモジョージにトウショウボーイが並ぶと、これをトウショウボーイが交わし先頭に立ち独走し、終始マークするテンポイントを逆に突き放す。中山の急坂を駆け上がって先頭のトウショウボーイにテンポイントが詰め寄るが差を縮めるのみで、大外から後方一気のアイフルの追い込みも届かず、トウショウボーイが1着ゴールイン。

## レース結果
| 着順 | 枠番 | 馬番 | 競走馬名           | タイム          | 着差      |
| ---- | ---- | ---- | ------------------ | --------------- | --------- |
| 1    | 8    | 13   | トウショウボーイ   | レコード 2:34.0 |           |
| 2    | 7    | 12   | テンポイント       | 2:34.2          | 1 1/2馬身 |
| 3    | 1    | 1    | アイフル           | 2:34.5          | 2馬身     |
| 4    | 4    | 6    | ヤマブキオー       | 2:34.9          | 2 1/2馬身 |
| 5    | 3    | 4    | テイタニヤ         | 2:35.1          | 1 1/4馬身 |
| 6    | 2    | 2    | エリモジョージ     | 2:35.2          | 1/2馬身   |
| 7    | 3    | 3    | キクノオー         | 2:35.3          | 1/2馬身   |
| 8    | 5    | 7    | フジノパーシア     | 2:35.6          | 1 3/4馬身 |
| 9    | 4    | 5    | ハーバーヤング     | 2:35.8          | 1/2馬身   |
| 10   | 6    | 9    | コクサイプリンス   | 2:35.8          | 1/2馬身   |
| 11   | 6    | 10   | タイホウヒーロー   | 2:35.9          | 1/2馬身   |
| 12   | 8    | 14   | ハクバタロー       | 2:35.9          | 1/2馬身   |
| 13   | 7    | 11   | スピリットスワプス | 2:36.8          | 5馬身     |
| 14   | 5    | 8    | グレートセイカン   | 2:38.0          | 7馬身     |

レース結果の出典はJRA公式サイト「第21回有馬記念」競走成績。

### 払戻
| 単勝式   | 13  | 320円 |
| 複勝式   | 13  | 140円 |
| 複勝式   | 12  | 160円 |
| 複勝式   | 1   | 210円 |
| 連勝複式 | 7-8 | 730円 |

## エピソード
- 決着タイム2:34.0秒は、第14回スピードシンボリの2:35.1秒からコンマ1.1秒詰めるレースレコードで、このタイムで当レースを制覇したトウショウボーイは年度代表馬及び最優秀4歳牡馬に選出された。
  - 1.1秒のレコード更新は、2500m開催になって以降ではスピードシンボリの1.9秒に次ぐ有馬記念歴代2位タイの更新幅となっている
- 当レースでトウショウボーイに初騎乗した武邦彦は後のレース感想に「テンよし、中よし、終いよし」（スピード、スタミナ、最後の直線の伸び）と絶賛[1]。トウショウボーイと同じ父親テスコボーイ、そして主戦を務めたキタノカチドキと比較してもトウショウボーイのほうが上と評した。
- 武とのコンビは出走決定時に決まっていた訳では無く、福永がエリモジョージに取られた際には、最初は池上昌弘に戻す計画が浮上し、藤田はこのプランに乗り気ではあったものの、周囲が池上復帰に対して難色を示したことで、これは中止し、代替にトウショウボーイの馬主である藤田正明が信頼している中島啓之に依頼しようとしたが、これも断られ、困り果てた馬主が競馬評論家の大川慶次郎に相談した結果、ロングホーク出走辞退で手の空いていた武に決まったと言うエピソードがある[2]。

### その他
- 本レースのテレビ・ラジオ放送の実況担当者は、以下の通り。
  - 日本短波放送：長岡一也
  - ラジオ日本：樋口忠正
  - フジテレビ：盛山毅